# La prima avventura di Kermit
La prima avventura di Kermit (Kermit's Swamp Years) è un film direct-to-video statunitense del 2002 diretto da David Gumpel e con protagonisti i Muppets.